# 高橋圭三
高橋 圭三（たかはし けいぞう、1918年9月9日 - 2002年4月11日）は、日本のアナウンサー、政治家、参議院議員（1期）。

## 経歴
呉服店の三男として生まれる。作家の宮沢賢治とは遠縁にあたる。幼い頃は病弱な子供であったという。花城尋常小学校（1931年3月）、組合立花巻中学校（1938年3月）、高千穂高等商業学校を卒業後、富士電機へ就職。
1942年10月、アナウンサー募集の新聞広告に目が止まったのがきっかけでNHKに入局。入社試験面接官・養成所校長は和田信賢（後に『話の泉』の和田の後任を引き受けた）。1944年5月27日、結婚。1948年1月19日、長女・光が誕生。1950年1月から1954年9月まで慶應義塾大学病院で療養。地元のラジオ岩手の初期のアナウンサー養成も担当。1953年『NHK紅白歌合戦』の白組司会を9年連続で担当（1961年まで）、これはNHKの後輩アナウンサーの山川静夫に並び連続白組司会の最長記録となっている。1960年2月紺綬褒章を受章。1961年NHKを退職。その後1年間は専属契約（嘱託職と同じ）。
1962年NHKとの契約を終え、フリーアナウンサーとして民放に転じた。その際、「管理職になってハンコなんか押せない。ハンコは誰でも押せるが、職人アナの代わりはいない。」「司会業の確立が夢でした。日本では司会は場つなぎだが、アメリカでは大切な職業」の思いから、テレビ界に「フリーアナウンサー」の概念を初導入した。
圭三プロダクションを立ち上げ、社長業を務めながら多数の民放番組を担当する。独立にあたって『私の秘密』、『歌の広場』の出演を継続を願ったが許されなかった。1969年日本テレビ『あっぱれ!親バカ』で娘の光と司会で共演。

1977年第11回参議院議員通常選挙の全国区に無所属で出馬し当選。当選後は自由民主党に所属し、1期務めた。1978年数人の有志とともに社団法人「虹の会」を設立し理事長に就任、老人ホームへの巡回・講演活動を行うなど福祉活動にも積極的に参加した。1983年比例代表名簿導入後初の選挙となった第13回参議院議員通常選挙に2期目を目指して立候補したが落選。以降、年に数回の頻度のテレビ出演となる。
1988年秋の叙勲で勲三等旭日中綬章を受章。1989年無料アナウンス塾「圭三塾」を開講し後進の指導を続けた。1994年、岩手県人連合会の会長に就任。花巻まつりに毎年顔を出すなど、郷土の発展にも尽力。
2000年9月、花巻まつりに参加。しかし帰郷した直後から風邪で体調を崩し入院、NHK時代に患った肺結核（後述）が再発。2002年4月11日、腎不全のため東京都世田谷区の病院で死去、83歳。死没日をもって正五位に叙される。

## エピソード

### NHKアナウンサー時代
様々な場面で多様な意味で使われる「どうも」が広まった説として、高橋が『私の秘密』で使っていた「どうも、どうも」という言葉や、認知度が高まり多くの人に声を掛けられる事が増えたものの、知人であっても名前が思い出せない、そもそも会ったのかさえ覚えていないという事が増え、相手を不快にさせないため「どうも、どうも」と言ってごまかしたという説がある。

### フリーランス以降
1962年、NHK専属契約解除後、フリーアナウンサーとなる。“日本初のテレビ情報誌”として創刊された『週刊TVガイド』の創刊号の表紙を飾っている。
日本初のワイドショー番組『モーニングショー』（NET）は、当初、高橋をメインホストとすることで企画が進んでいたが、高橋は当時多忙を極めており、また、NHK時代に肺結核を患い長期療養を強いられた過去があり、自身の健康面に不安があったことを理由にこの話を辞退している。そして代わって抜擢されたのは同じNHK出身の後輩・木島則夫だった。
ピンク・レディーがレコード大賞を受賞した際の受賞曲披露の前に以下のコメントを述べて、ミー、ケイは感激の余り号泣した。

## 主な司会担当番組

### 担当番組
NHK
- 前線に送る夕べ（札幌時代）
- のど自慢素人演芸会（1946年1月19日 - 1948年3月(不定期)、1948年4月 - 1949年3月、ラジオ第1）
- 私は誰でしょう（1949年1月2日 - 、ラジオ第1）
- 話の泉（1952年8月 - 1955年3月、ラジオ第1）
- 新諸国物語・白鳥の騎士（1952年、ラジオ第1）
- NHK紅白歌合戦（1953年＜12月＞ - 1961年、総合・ラジオ第1） - 白組司会
  - 紅組司会は水の江瀧子（1953年、1957年）、アナウンサーの福士夏江（1954年）、宮田輝（1955年・1956年）、黒柳徹子（1958年）、中村メイコ（1959年 - 1961年）が担当。
- 親子クイズ（1954年、総合）
- 私の秘密（1955年4月14日 - 1962年3月、総合）
- ジェスチャー（1954年5月 - 1955年3月、総合）

日本テレビ
- 圭三ショー（1962年）
- こんばんは親子です（1966年 - 1967年）
- あっぱれ!親バカ（1969年4月 - 10月）
- ゆく年くる年（1970年、全民放・日本テレビ製作）司会 - ザ・ドリフターズと。

TBS
- 圭三ファミリーアワー クイズ・クイズ・クイズ（1964年1月 - 1965年3月）
- 圭三訪問[14][15]（1965年10月 - 1976年10月）
地域限定スポンサードネット扱いのため、中国放送（東京12チャンネルの番販番組や、広島ホームテレビの編成から外れたNETテレビ系列の番組などを編成）・大分放送（フジテレビの『ズバリ!当てましょう』を編成）など放送しなかった系列局もある。
- でっかくいこう[16]（1969年4月 - 1970年8月）
- 輝く!日本レコード大賞[17]（1969年 - 1983年、TBSテレビ・ラジオ） - 後任は森本毅郎
浅丘ルリ子（1969年）、佐良直美（1970年）、山本陽子（1971年）、森光子（1972年 - 1976年）、黒柳徹子（1977年・1978年）、檀ふみ（1979年）、中田喜子（1980年）、竹下景子（1981年 - 1983年）がアシスタントを担当。
- TBS歌えファンファーレ（1971年10月 - 1973年3月）
- 新春オールスター大運動会[18]（1972年 - 1987年）
1985年までは「総合司会」。1986年・1987年は「大会会長」および「審査委員長」。
- 4・10月だョ!全員集合（1975年 - 1980年）
総合司会を担当。

フジテレビ
- 新春かくし芸大会（1965年 - 1985年＜司会者＞、1986年 - 1990年＜審査員＞、フジテレビ）
1971年より芳村真理とのコンビで司会。それ以前は単独で司会。
- スター芸能大会→対抗・スターかくし芸（1967年 - 1968年）
- フジテレビ今週のヒット速報（1967年4月 - 1969年9月）
- オールスター紅白大運動会（1967年11月）
元NHKアナウンサーだった小川宏と共に、初回で総合司会を担当。
- テレビナイトショー（1969年 - 1970年）
- 親子を合わせるベシ!（1970年）

テレビ朝日
- ゴールデン・アロー賞（1980年代中期まで）
日本雑誌協会主催。授賞式特番が開始される1981年（1980年度）以前から司会を担当。

東京12チャンネル
- 心で歌う50年（1974年4月 - 1977年3月）
- くらぶ圭三（1967年10月 - 1969年9月）
- 圭三・歌うロマンスタジオ（1969年10月 - 1972年9月）
- スター思い出のスタジオ（「歌うロマンスタジオ」の前座番組として放送、1971年4月 - 1972年9月）

## その他
- 家電のインフォマーシャル（日立製作所）
- ザ・ピーナッツ さよなら公演東京公演（1975年4月5日、NHKホール）司会
- 佐藤栄作国民葬（1975年6月16日、日本武道館）総合司会
- ハクキンカイロ CMキャラクター（1976-78年）

## 著書
- 『アナウンサー物語』東西文明社〈少年少女基本学校図書全集〉、1957年2月3日。NDLJP:1626966。
- 『私の秘密』実業之日本社、1960年3月15日。NDLJP:2932968。
- 『私の放送史 ラジオ・テレビとともに50年』岩手放送、1994年11月。

## 演じた俳優
- 塚本高史（NHKスペシャル「テレビとはあついものなり 放送70周年 TV創世記」、NHK総合、2023年3月21日）